# 马相伯

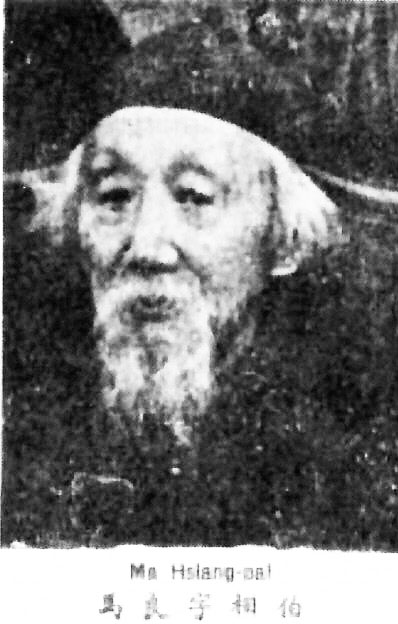

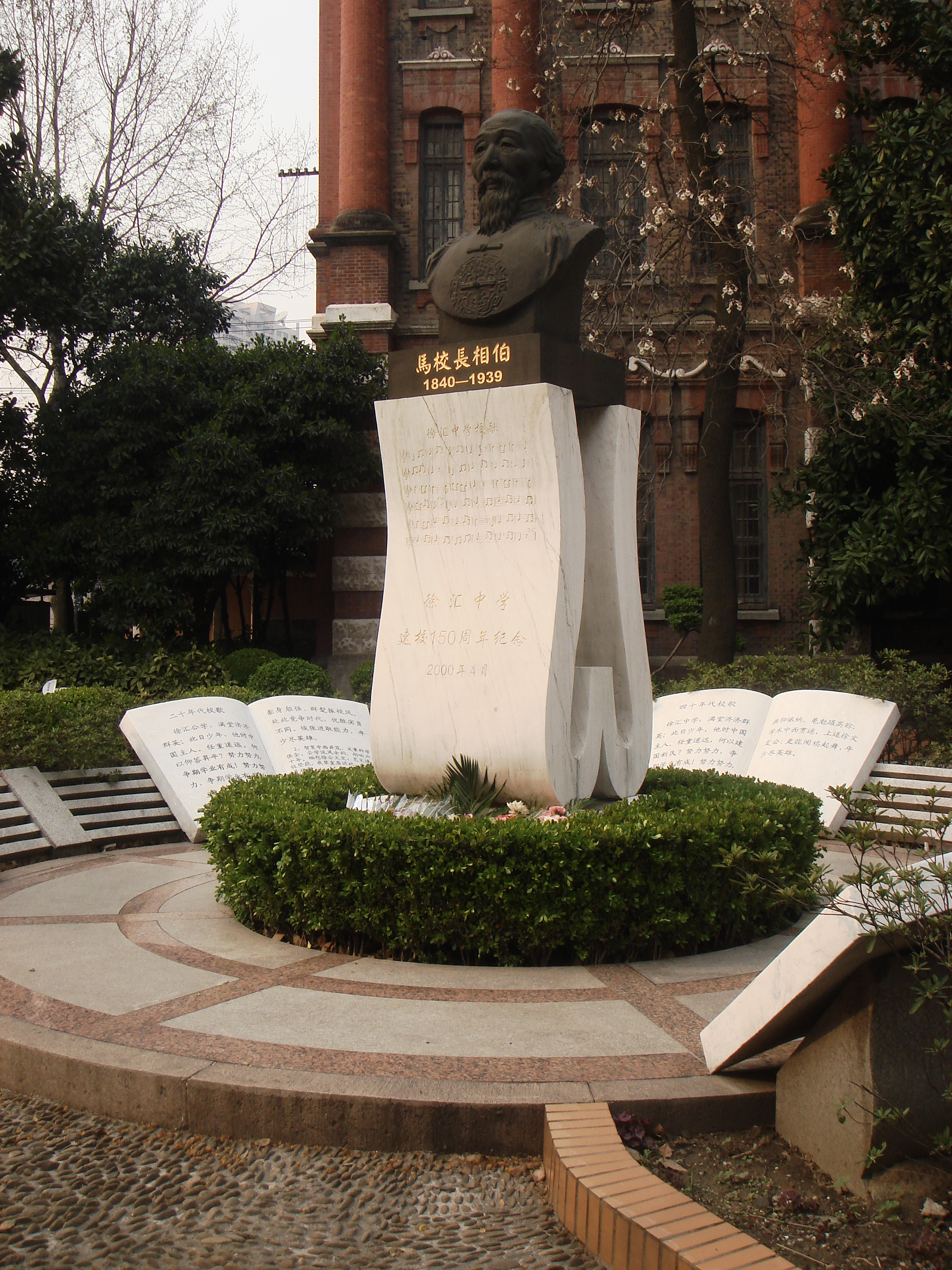
马相伯像

马相伯（1840年4月17日—1939年11月4日），原名建常，后改名良，字相伯，又作湘伯或芗伯，天主教圣名若瑟，晚年号华封老人。他是近代中国教育家、政治活动家，曾是天主教耶稣会神父，後來成為震旦学院、復旦公學、輔仁社的創始人。

## 生平

### 神父
1840年4月17日（清道光二十年二月二十四日），马相伯生于江苏省镇江府丹阳县北乡的天主教村落马家村，一个世代信奉天主教的家庭（其先祖于明末在江西南昌加入天主教），名建常，洗名若瑟，为家中的第四子。父马松岩在镇江府城业医兼营商，母亲沈氏。出生不久，他即随父母迁居丹徒县（镇江府城）。
1851年（清咸丰元年），马相伯秘密离家，就学于法国耶稣会传教士在上海郊外徐家汇创办的圣依纳爵公学（后徐汇公学），学名斯臧。数年后太平天国战乱波及镇江，马家遂辗转移居上海。1862年，馬相伯加入耶穌會。同年5月29日（同治元年），耶稣会在徐家汇设立初学院，22岁的马相伯为首批11名见习修士之一。在见习期间，他被派往苏州、太仓救护难民，感染严重的伤寒。1864年6月3日，马相伯完成见习，发初愿，献身教会，后升入大修院，研习神学、哲学、数学及天文等。1869年（同治八年），马相伯获得神学博士，并晋升神父，随后被派往安徽宁国府（宣城）及江苏徐州一带传教。
馬相伯任神父期间，與耶稣会發生数次冲突。当时，马相伯的大哥马建勋成为李鸿章的淮军粮台，又是中外交往的纽带，不久马家成为上海的名门望族。马相伯在徐州传教期间，未经教会同意，用大哥马建勋的捐款救济灾民，违反耶稣会会规，被要求回到上海反省。马建勋率兵至耶稣会交涉，要求放人。1872年（同治十一年），马相伯任徐汇公学校长兼任耶稣会编撰。马相伯强调国学（经史子集），不少学生参加科举考试考取秀才，因而与耶稣会的培养目标发生冲突。1875年被调往天文台。
1876年（光绪二年），马相伯被耶稣会调往南京，任耶稣会编撰，翻译外国著作，马相伯因以往翻译的《数理大全》未能出版，对会长高若天不满，于8月15日退出耶稣会还俗。

### 从政
36岁的马相伯退出耶稣会以后，由长兄马建勋荐于山东藩司余紫垣，担任幕僚，投身洋务运动，调查矿务，并娶妻王氏。后至天津李鴻章处为幕僚。光绪七年（1881年），马相伯任驻日使馆参赞，次年改派至朝鲜任职。
光绪十一年（1885年），他任台湾巡抚幕僚。光绪十八年（1892年），他再度赴日本先后任长崎、横滨等地领事及驻日使馆参赞。
1893年，马妻王氏和儿子回山東探親，因轮船失事遇难。1897年，馬相伯通过補贖，获得耶稣会的赦免。

### 兴学
马相伯在重返教會后，热心于教育事业。于1900年，将他名下的財产，松江等地3000亩田地，和大量银两，捐給耶穌會，要求用作兴办大学的学生助学金。1902年冬，徐家汇南洋公學（今交通大學）發生学生集体退学事件，蔡元培介紹其中的部分學生向馬相伯学习拉丁文。1903年3月1日（光绪二十九年二月初三），马相伯于上海徐家汇老天文台（位于今徐匯區第二中心小學）创办震旦学院（后改名震旦大学）。这是中国第一所私立大学，馬相伯担任監院（校長），校政实行學生自治。
耶稣会决定将马相伯创办的震旦学院变为一座完全的教会学校。1905年（光绪三十一年），耶穌會派法國籍耶稣会士南從周任震旦学院教務長，廢除學生自治，引发学生集体退学。馬相伯得严复等人相助，各省官紳捐资，率学生于9月13日在吴淞提督行辕为临时校址，另创复旦公学（即复旦大学前身），取意“复我震旦”，馬相伯為首任校长，延请于右任、邵力子等任教。此后耶稣会重新开办震旦，并于1908年迁入卢家湾吕班路（数年后划入上海法租界），马相伯仍然捐资为其建造校舍。
清朝末年，马相伯曾任江苏谘议局议员。1912年中华民国成立以后，馬相伯曾任江苏都督府内务司长、袁世凯大总统府顾问、北京大学校长、政治会议议员、参政院参政、约法会议议员，授上大夫、三等嘉禾章。
马相伯还参与创建了辅仁社，他向教宗提出申请，终于获得批准。
此外，他又计划成立以法兰西学术院为模式的“函夏考文苑”。后来，由好友蔡元培实现了这一宏伟计划（中央研究院），马相伯提議命名為Academia Sinica並沿用至今。

### 退隐

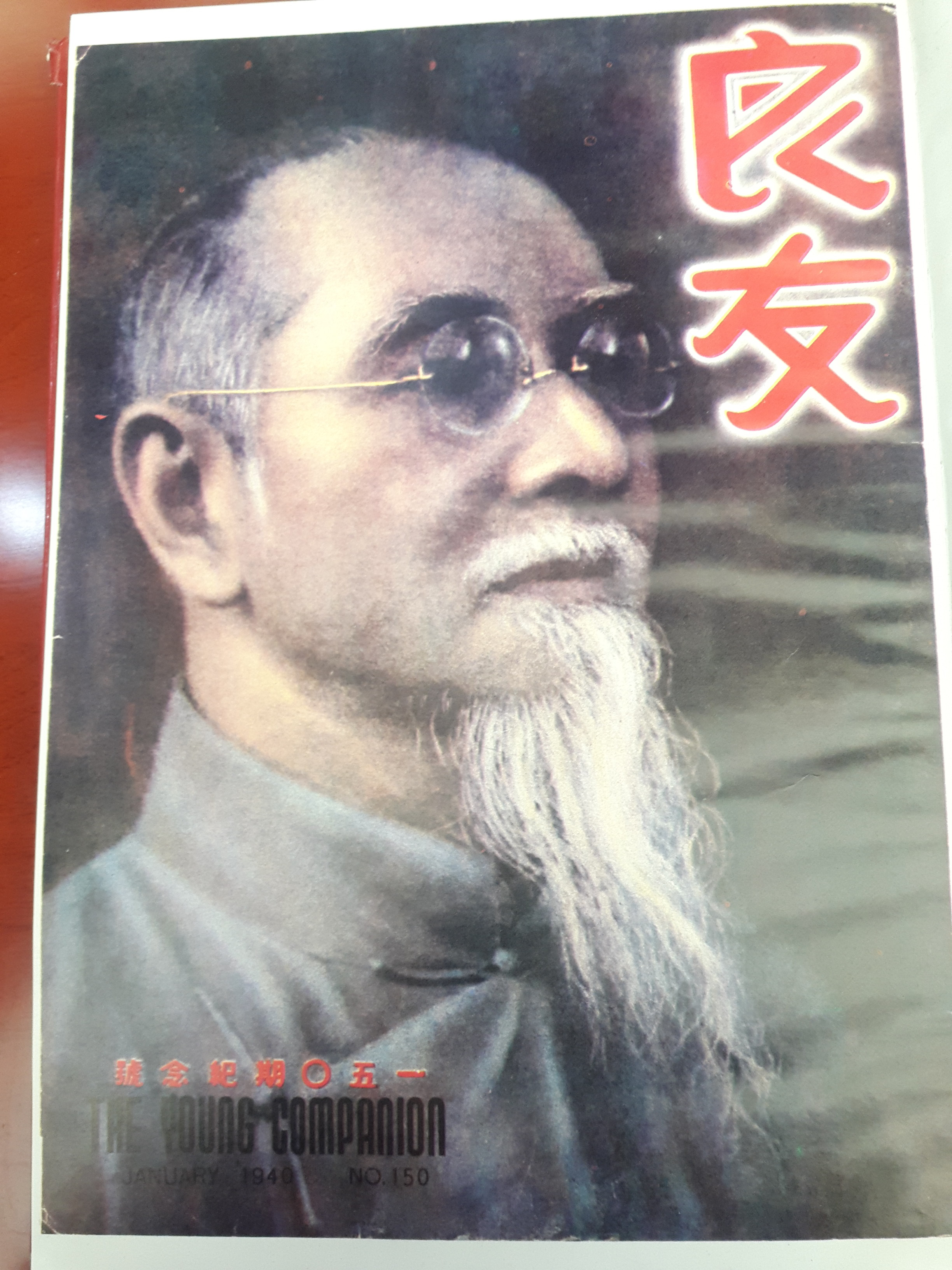
良友画报 1939年第150期 封面人物：馬相伯

1917年，马相伯退出公职，离开北京，退隐上海土山湾徐家汇孤儿院的三楼（今蒲汇塘路55号），翻译圣经（《新史合編直講》，《福音經》），译著天主教书籍。
1931年九一八事变后，年逾九十的马相伯投身救亡运动，呼吁停止内战团结抗日，并提倡民治及人民自救，发起组织中国民治促进会和江苏国难会等。1935年与沈钧儒、邹韬奋等联名发表《上海文化界救国运动宣言》。次年与宋庆龄、何香凝等当选为全国各界救国联合会执行委员，时年已95岁，仍发表文章与演讲，勉励同胞共赴国难，人称“爱国老人”。1937年3月列为南京国民政府委员。
1937年淞沪会战后，上海沦陷，马相伯应李宗仁之请移居桂林。1938年又应于右任之请移居昆明，道经越南谅山一病不起。1939年11月4日，马相伯在谅山病逝，虚岁一百岁。
一日，胡愈之来访，交谈中马相伯沉痛地说：“我是一只狗，只会叫，叫了一百年，还没有把中国叫醒。”胡愈之听后，感慨唏嘘，无以为言。
中华人民共和国建立后，1952年，上海市市长陈毅将其灵柩从越南运回上海，安葬于虹桥天主教息焉公墓。1966年文革期间，息焉公墓被红卫兵砸毁。1984年遷葬於宋慶齡陵園。

## 著作
马相伯生前译著甚多，后人编有《马相伯先生文集》、《马相伯国难言论集》。